# Daniel Alling
Bertil Daniel Alling, född 9 mars 1970 i Marstrands församling i Göteborgs och Bohus län, är en svensk radiojournalist och utrikeskorrespondent.
Daniel Alling växte upp i Grimeton utanför Varberg i en familj med elva syskon. Han är son till kyrkoherde Bertil Alling och musikdirektören Birgitta, ogift Muhl. Efter studentexamen på Peder Skrivares skola och militärtjänst studerade han till SO-lärare, och tog en filosofie kandidat i statskunskap, vid Uppsala universitet. Under studierna var han bland annat sångare i gruppen The GW:s, ett hyllningsband till schlagersångaren Gunnar Wiklund. Han hade tidigt ett intresse för journalistik, i synnerhet inom sport, och började studera till journalist på Skurups folkhögskola 1996. Det ledde till ett sommarvikariat på Radio Stockholm och därefter två år på Radio Västmanland och ett år som TV-reporter på Sveriges Televisions regionala kanal Tvärsnytt.
År 2000 sökte Daniel Alling till Radiosporten och blev sportjournalist, samtidigt sökte han till Radiokören och sjöng parallellt i den som professionell körsångare. Därefter fick han tjänst som Sveriges Radios utrikeskorrespondent i New York år 2007 där han, och kollegan Ginna Lindberg som var stationerad i Washington, bland annat bevakade USA:s presidentval 2008. Uppdraget i New York avslutades 2010 och han var därefter utrikeskorrespondent i Berlin mellan åren 2011 och 2015 och blev våren 2019 Sveriges Radios utsände i London. Däremellan har han bland annat varit programledare på P1-morgon och vikarierat på Nordegren och Epstein. Julen 2017 var han P1:s julvärd. I augusti 2021 återvände han till Sverige och var bland annat en av de ordinarie programledarna på Nordegren och Epstein. Hösten 2022 blev han åter utrikeskorrespondent i Tyskland för Sveriges Radio, med stationering i Berlin. Uppdraget omfattar även Schweiz, Österrike, Tjeckien och Slovakien.